# Life Is Killing Me
Life Is Killing Me es el sexto y penúltimo álbum de Type O Negative, lanzado en 2003 por Roadrunner. El grupo contó una vez más con Peter Steele, Kenny Hickey, Josh Silver y Johnny Kelly. La edición europea incluyó un CD extra con algunas rarezas extraídas del compilado The Least Worst Of, publicado en 2000.
Tanto el título como el contenido del álbum tienen que ver con el hastío vital y los episodios de enfermedad mental del líder Peter Steele, y las letras de las canciones tratan sobre problemas sentimentales y la enfermedad y muerte de sus padres. «Life Is Killing Me», la canción que da título al disco, es un ataque hacia la institución médica por no haber sido capaz de salvar la vida de su madre, mientras que «Nettie» está dedicada a la memoria de su madre.
Life Is Killing Me alcanzó el puesto 39 en la lista Billboard 200 de Estados Unidos, y vendió 27 000 copias durante la primera semana. Recibió reseñas positivas de la crítica especializada, la cual consideró que el sonido del álbum era más melódico en comparación con anteriores trabajos. «I Don't Wanna Be Me» se lanzó como sencillo promocional, y también se grabó un vídeo musical de dicho tema.

## Lista de canciones
1. «Thir13teen» – 1:07
2. «I Don't Wanna Be Me» – 5:08
3. «Less Than Zero (<0)» – 5:25
4. «Todd's Ship Gods (Above All Things)» – 4:10
5. «I Like Goils» – 2:35
6. «...A Dish Best Served Coldly» – 7:13
7. «How Could She?» – 7:35
8. «Life Is Killing Me» – 6:35
9. «Nettie» – 4:46
10. «(We Were) Electrocute» – 6:38
11. «IYDKMIGTHTKY (Gimme That)» – 6:20
12. «Angry Inch» – 3:39
13. «Anesthesia» – 6:41
14. «Drunk in Paris» – 1:27
15. «The Dream Is Dead» – 5:07

### Bonus CD
1. «Out of the Fire (Kane's Theme)» – 3:24
2. «Christian Woman (Butt-kissing, Sell-out version)» – 4:27
3. «Suspended in dusk» – 8:39
4. «Blood & Fire (Out Of The Ashes Mix)» – 4:36
5. «Black Sabbath» – 7:47
6. «Cinnamon Girl (Extended Depression Mix)» – 3:53
7. «Haunted (Per Version)» – 11:47